# Cesarica
 Ovo je glavno značenje pojma Cesarica. Za druga značenja pogledajte Cesarica (razdvojba).
Cesarica je ribarsko selo i ljetovalište u općini Karlobag u Ličko-senjskoj županiji

## Zemljopisni položaj
Cesarica je smještena u predivnoj uvali podno Velebita u istoimenom kanalu, 7 km sjeverozapadno od Karlobaga i 55 km jugoistočno od Senja, pored Jadranske turističke ceste. Do mjesta se može doći autocestom izlaz Gospić (35min) i izlaz Žuta Lokva (70min).

## Uprava
Administrativno pripada općini Karlobag, odnosno Ličko-senjskoj županiji.
Udruga Cesarica s predsjednikom Filipom Đorđijevskim i brojnim članovima.

## Gospodarstvo
Gospodarstvo u Cesarici se zasniva na turizmu, poljodjelstvu i ribarstvu.
Razvoj turizma i u ovom nekada „zabranjenom“ kraju sve više privlači ljude željne mirnog odmora daleko od buke kafića i gradske vreve. 

## Stanovništvo
U Cesarici prema popisu stanovništva iz 2001. godine živi 144 stanovnika većinom Hrvata katoličke vjeroispovjesti.
- 2001. – 144
- 1991. – 115 (Hrvati – 113, ostali – 2)
- 1981. – 143 (Hrvati – 125, Jugoslaveni – 15, ostali – 3)
- 1971. – 245 (Hrvati – 237, ostali – 8)

| broj stanovnika | 404   | 544   | 575   | 609   | 672   | 764   | 592   | 671   | 410   | 424   | 363   | 245   | 143   | 115   | 144   | 123   | 110   |
|                 | 1857. | 1869. | 1880. | 1890. | 1900. | 1910. | 1921. | 1931. | 1948. | 1953. | 1961. | 1971. | 1981. | 1991. | 2001. | 2011. | 2021. |